# GLU
OpenGL Utility Library (GLU) — графическая библиотека, надстройка над OpenGL, использующая её функции для рисования более сложных объектов.
Состоит из большого количества функций, использующих библиотеку OpenGL для предоставления пользователю более простого и мощного интерфейса трёхмерной графики, основанного на более примитивном, предоставляемом базовыми функциями OpenGL. Обычно поставляется вместе с библиотекой OpenGL.
В числе этих функций: переключение между экранными и мировыми координатами, создание текстур, рисование квадратичных поверхностей, составление мозаики прямоугольных примитивов, интерпретация кодов ошибок OpenGL, расширенный набор функций трансформации для установки точек обзора и более простого управления камерой и др. Также содержит функции для рисования дополнительных графических примитивов, таких как сфера, цилиндр, конус, диск и др.
Функции библиотеки GLU очень легко найти в тексте программы по префиксу glu в названии функции. Примером может служить gluOrtho2D(), которая определяет двумерную матрицу для ортогональной проекции
Спецификация доступна здесь:
OpenGL specification page Архивная копия от 24 октября 2007 на Wayback Machine